# CocoRosie
CocoRosie – amerykański duet wykonujący muzykę z pogranicza takich gatunków jak indie rock, trip hop czy dream pop, niekiedy zaliczany do ruchu New Weird America. Założony w 2003 roku przez siostry Sierrę i Biancę Casady.

## Historia
Dorastanie
Sierra Casady (nazywana przez matkę Rosie), przyszła na świat w stanie Iowa w 1980 roku. Bianca Casady (którą nazywano Coco) urodziła się na Hawajach (w 1982 roku).
Wczesne dzieciństwo spędziły przenosząc się z matką z miejsca na miejsce. Gdy Sierra miała pięć lat (Bianca – trzy) ich rodzice się rozwiedli.
Gdy Sierra miała 14 lat matka wyrzuciła ją z domu. Ojciec zapisał ją wtedy do szkoły z internatem. Od tamtego czasu siostry straciły ze sobą kontakt.
W 2000 roku Sierra (mając 20 lat) przeniosła się na studia do małego mieszkania w dzielnicy Montmartre w Paryżu.
Gdy Sierra zamieszkała w Paryżu, Bianca zaczęła studiować lingwistykę i socjologię. Poza tym rozwijała swoje zainteresowanie sztuką i pisarstwem.
Narodziny CocoRosie
W 2003 roku Bianca zdecydowała, że nadszedł czas na zmiany. Opuściła mieszkanie w Brooklynie (Nowy Jork) i nieoczekiwanie pojawiła się u Sierry, w Paryżu. Minęła już prawie dekada od poprzedniego spotkania sióstr.
Po dwóch miesiącach dziewczyny praktycznie zamknęły się w łazience Sierry. Wybrały to pomieszczenie, jako najbardziej akustyczne i odizolowane w całym mieszkaniu. Po miesiącu eksperymentów w wannie ukończyły swój debiutancki album La Maison de Mon Rêve. Zawierał on m.in. dźwięki wielu zabawek zakupionych w sąsiedztwie.
Siostry właściwie nie chciały rozprowadzać La Maison de Mon Rêve szerzej niż w kręgu przyjaciół, ale mimo to w 2004 roku płyta została wydana w niezależnej wytwórni Touch and Go. Po wydaniu pierwszego albumu dziewczyny stały się praktycznie nierozłączne. Jeszcze w tym samym roku został zarejestrowany singel Beautiful Boyz (wykonywany z Antonym Hegarty).
Rok później (2005) siostry wydały swój drugi album Noah’s Ark. W roku 2007 Coco i Rosie wydały album "The Adventures of Ghosthorse and Stillborn" zawierający dużo więcej elementów hiphopowych, mimo to dawne CocoRosie utrzymało swój niepowtarzalny klimat.

## Dyskografia
- La Maison de Mon Rêve (CD, Touch and Go/Quarterstick Records, 2004)
- Beautiful Boyz EP (EP, Touch and Go/Quarterstick Records, 2004)
- Noah’s Ark (CD, Touch and Go/Quarterstick Records, 2005)
- The adventures of Ghosthorse and Stillborn (CD, Touch and go Records, 2007)
- God Has A Voice, She Speaks Through Me (singel, Touch & Go Records, 13 maja 2008)
- Coconuts, Plenty of Junk Food - Tour Only EP (EP, CocoRosie, 3 czerwca 2009)
- Grey Oceans (CD, Sub Pop Records, 2010)
- We Are On Fire (singel, Touch & Go Records, 2012)
- Tales Of A GrassWidow (LP, City Slang, 28 maja 2013)
- Heartache City (LP, 2015)